# Происхождение драмы
Происхождение драмы — вначале, в праистории поэтического и вообще художественного творчества, следует (как указывал А. Н. Веселовский) предположить известный синкретизм, не смешение, а отсутствие различия между определенными поэтическими родами, поэзией и другими искусствами, нечто, до сих пор живущее в поэзии народного обряда.
Этот синкретизм ярко выражен в древнегреческих народных празднествах в честь Диониса, где он сопровождается определённым мимическим действом, выражающим телодвижениями лиро-эпическую канву песни. Это — в одно и то же время и эпос, и лирика, не отделенные от музыки, и драма.
Когда произошло выделение родов поэзии, в частности драмы, из синкретизма, не установлено. Данные различных литератур расходятся между собой: так в древнеиндийской поэзии зачатки культовой драмы можно, как кажется, проследить уже в ведийских гимнах (гимны-диалоги между Ямой и добивающейся его любви Ями, братом и сестрой, предками рода человеческого, между Пурурвасом и его возлюбленной Урваши — сюжет, разработанный впоследствии Калидасой, и др.).
Напротив, по данным истории греческой поэзии, драматические произведения появились после эпических и лирических (после Гомера и Алкея выступил Эсхил). А. Веселовский допускает, что художественная драма сложилась, сохраняя, и вместе с тем претворяя и свои культовые формы и сюжеты мифа.
Выработка эпического предания и рост личной художественной лирики не могли не найти в ней отражения, но драма не механическое сплочение эпических и лирических партий, а эволюция древнейшей синкретической схемы, скрепленной культом и последовательно воспринявшей результаты всего общественного и политического развития.
Академик Н. Я. Марр стремится непосредственно связать с формами первобытного производства не только формы синкретического искусства, но и языка, развитие которого выводится им из производственного движения.
Пережитки первобытного синкретизма с их драматическими элементами сохраняются в обрядах и «играх» как народов первобытной культуры, так и высококультурных народов Запада и Востока. С усложнением производственных форм и отношений, с ростом общественной дифференциации и усложнением идеологий, в частности — с развитием мифа и культа — создаются предпосылки для выделения драмы как особого рода. Связь драмы с развитой мифологией и более сложными формами культа (анимистическими культами, культами богов) не подлежит сомнению; также можно сказать, что в древних культурах Востока и Запада мифология составляет не только арсенал драматического искусства, но и его почву. 
Статья основана на материалах Литературной энциклопедии 1929—1939.